# Límite vertical
Límite vertical es una película estadounidense de aventuras sobre alpinismo, basada en una historia de Robert King. Fue dirigida por Martin Campbell, producida por Martin Campbell, Robert King y Marcia Nasatir, y protagonizada por Chris O'Donnell, Bill Paxton, Scott Glenn, Robin Tunney, Izabella Scorupco y un elenco de actores secundarios. Fue estrenada en 2000 en Estados Unidos.

## Argumento
Peter Garret es un joven fotógrafo deportivo atormentado por el sacrificio de la vida de su padre en una escalada para salvar su vida y la de su hermana Annie. Ahora Annie es una experta escaladora integrante de un equipo de ascensión al K2, una de las montañas pertenecientes al grupo de las ochomil, pero un error de previsión meteorológica provoca un grave accidente en el que se ve implicada. Peter decide arriesgar su vida junto a otros voluntarios para rescatarla.

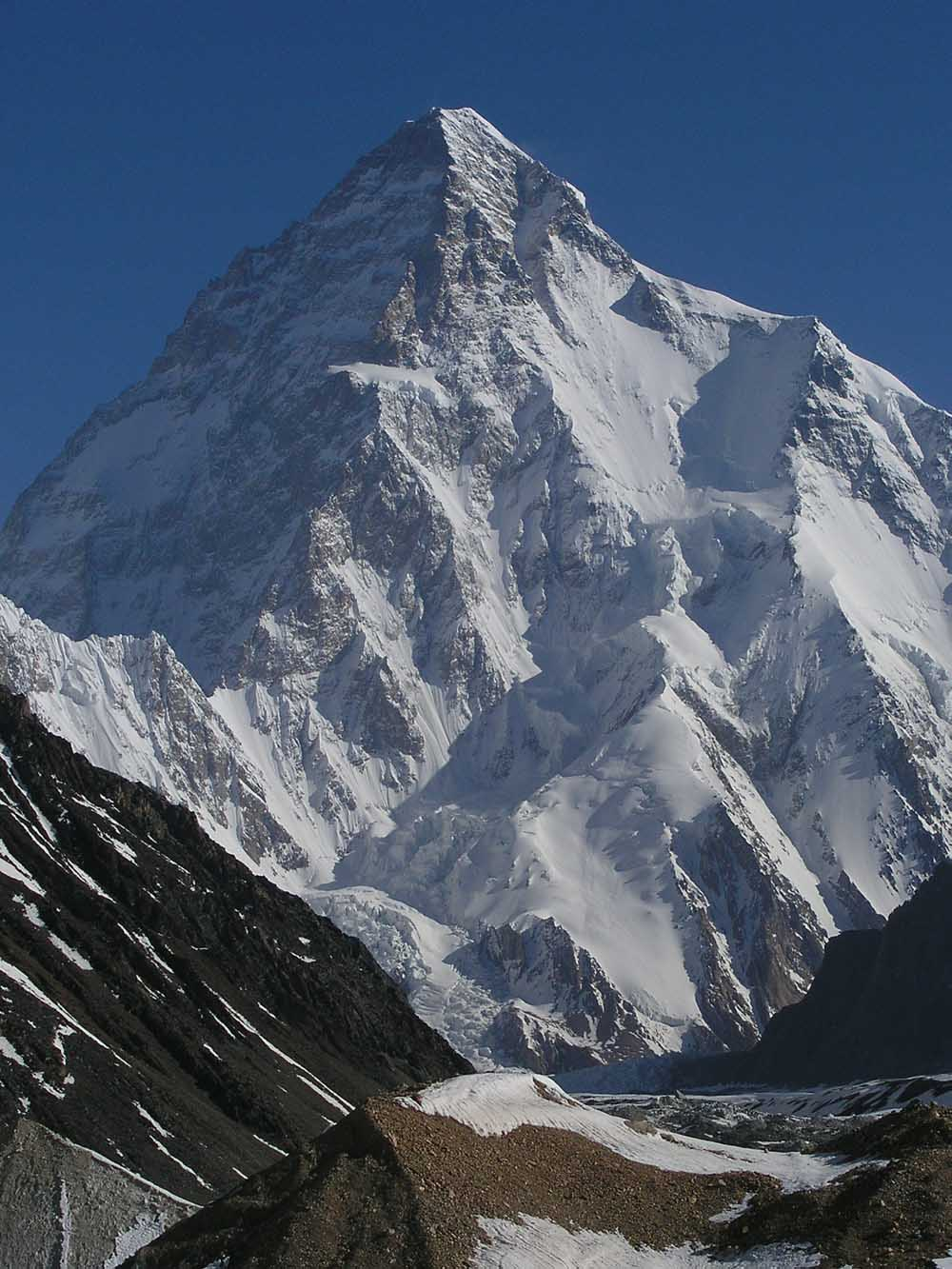
El K2 es la montaña que los alpinistas deben escalar en la película.

## Intérpretes
| Actor o actriz    | Personaje         | Doblaje en España |
| ----------------- | ----------------- | ----------------- |
| Chris O'Donnell   | Peter Garrett     | Daniel García     |
| Bill Paxton       | Elliot Vaughn     | Óscar Barberán    |
| Scott Glenn       | Montgomery Wick   | Ernesto Aura      |
| Robin Tunney      | Annie Garrett     | Elisa Beuter      |
| Izabella Scorupco | Monique Aubertine | Silvia Vilarrasa  |
| Nicholas Lea      | Tom McLaren       | José Posada       |
| Temuera Morrison  | Major Rasul       |                   |
| Stuart Wilson     | Boyce Garrett     | Jordi Boixaderas  |
| Ben Mendelsohn    | Malcolm Bench     | Alberto Mieza     |
| Steve Le Marquand | Cyril Bench       | Jordi Boixaderas  |

## Premios

### Premios BAFTA
| Categoría                | Persona                                                                       | Resultado |
| ------------------------ | ----------------------------------------------------------------------------- | --------- |
| Mejores efectos visuales | Kent Houston Tricia Henry Ashford Neil Corbould John Paul Docherty Dion Hatch | Ganador   |

## Recepción

### Taquilla
Vertical Limit recaudó $69.2 millones en EE. UU. y $215.7 millones en todo el mundo con un presupuesto de $75 millones, el film fue muy rentable.

### Crítica
Vertical Limit recibió críticas mixtas y tiene una puntuación del 48% en Rotten Tomatoes.